# Psychotria rufocalyx
Psychotria rufocalyx är en måreväxtart som beskrevs av Francis Raymond Fosberg. Psychotria rufocalyx ingår i släktet Psychotria och familjen måreväxter. Inga underarter finns listade i Catalogue of Life.